# 细梗络石
细梗络石（学名：Trachelospermum gracilipes）为夹竹桃科络石属的植物。分布在台湾岛、印度、朝鲜以及中国大陆的四川、贵州、云南、甘肃、广东、江西、福建、西藏、浙江、广西、湖北、湖南等地，多生在山地路旁、攀援树上、山谷密林中及灌木丛中，目前尚未由人工引种栽培。